# Malthonea cuprascens
Malthonea cuprascens es una especie de escarabajo longicornio del género Malthonea, tribu Desmiphorini, subfamilia Lamiinae. Fue descrita científicamente por Waterhouse en 1880.

## Descripción
Mide 10-10,5 milímetros de longitud.

## Distribución
Se distribuye por Ecuador y Perú.